# Moon in the Scorpio
Moon in the Scorpio debitantski je studijski album norveškog simfonijskog black metal-sastava Limbonic Art. Album je u srpnju 1996. godine objavila diskografska kuća Nocturnal Art Productions.

## O albumu
Ranije inačice nekih pjesama na albumu izvorno su se pojavile na dvjema promotivnim snimkama sastava: Promo Rehearsal '95 i Promo 1996. Nakon što je čuo glazbeni materijal grupe, Samoth (član skupine Emperor te predsjednik diskografske kuće Nocturnal Art Productions) je 1996. grupi ponudio ugovor za snimanje albuma; Diskografska će kuća kasnije objaviti sve studijske albume Limbonic Arta do njegova raspada. U travnju 1996. godine Nocturnal Art Productions službeno je objavio drugi demouradak skupine, Promo 1996. Ubrzo nakon objave dema, sastav je najavio kako će tijekom iste godine objaviti i svoj debitantski studijski album. Moon in the Scorpio bio je objavljen u srpnju 1996.
Osim u standardnom CD formatu, album je izvorno bio objavljen i u kazetnoj i vinilnoj inačici. 
Godine 2010. Candlelight Records je remasterirao i ponovno objavio album.
Naslovnicu albuma načinio je Morfeus, gitarist i klavijaturist Limbonic Arta.

## Glazbeni stil
Moon in the Scorpio sadrži nekoliko najduljih pjesama sastava koje traju gotovo petnaest minuta. Pjesme na albumu strukturno su vrlo složene te je aranžman klavijatura prisutan na njima veoma širokog opsega i gotovo psihodeličan. Bubnjarski stroj svojim je mehaničkim ritmovima glazbi podario svojevrsni ugođaj techno glazbe.

## Popis pjesama
Tekstovi: Daemon. 
| 1.    | »Beneath the Burial Surface« | 13:42 |
| 2.    | »Moon in the Scorpio«        | 8:22  |
| 3.    | »Through Gleams of Death«    | 7:58  |
| 4.    | »Overture: Nocturne«         | 1:19  |
| 5.    | »In Mourning Mystique«       | 14:41 |
| 6.    | »Beyond the Candles Burning« | 7:08  |
| 7.    | »Darkzone Martyrium«         | 6:21  |
| 59:31 |                              |       |

| Bonus skladba s remasterirane inačice iz 2001. godine | Bonus skladba s remasterirane inačice iz 2001. godine | Bonus skladba s remasterirane inačice iz 2001. godine | Bonus skladba s remasterirane inačice iz 2001. godine | Bonus skladba s remasterirane inačice iz 2001. godine | Bonus skladba s remasterirane inačice iz 2001. godine | Bonus skladba s remasterirane inačice iz 2001. godine | Bonus skladba s remasterirane inačice iz 2001. godine | Bonus skladba s remasterirane inačice iz 2001. godine | Bonus skladba s remasterirane inačice iz 2001. godine |
| Br.                                                   | Skladba                                               | Trajanje                                              |                                                       |                                                       |                                                       |                                                       |                                                       |                                                       |                                                       |
| ----------------------------------------------------- | ----------------------------------------------------- | ----------------------------------------------------- | ----------------------------------------------------- | ----------------------------------------------------- | ----------------------------------------------------- | ----------------------------------------------------- | ----------------------------------------------------- | ----------------------------------------------------- | ----------------------------------------------------- |
| 8.                                                    | »The Dark Rivers of the Heart«                        | 7:02                                                  |                                                       |                                                       |                                                       |                                                       |                                                       |                                                       |                                                       |
| 66:33                                                 |                                                       |                                                       |                                                       |                                                       |                                                       |                                                       |                                                       |                                                       |                                                       |

## Zasluge
Limbonic Art
- Daemon – vokali, gitara, bas-gitara
- Morfeus – vokali, klavijature, solo gitara, programiranje bubnjeva, naslovnica

Dodatni glazbenici
- Morgana – dodatni vokali, fotografija

Ostalo osoblje
- Anders G. Offenberg, Jr. – produkcija, inženjer zvuka